# Annona
Annona este un gen de plante angiosperme din familia Annonaceae.

## Specii[1]
- Annona acuminata
- Annona acutiflora
- Annona amazonica
- Annona ambotay
- Annona andicola
- Annona angustifolia
- Annona annonoides
- Annona antioquensis
- Annona asplundiana
- Annona atabapensis
- Annona atemoya
- Annona aurantiaca
- Annona bahiensis
- Annona bicolor
- Annona billbergii
- Annona boliviana
- Annona bullata
- Annona burchellii
- Annona cacans
- Annona calcarata
- Annona calophylla
- Annona campestris
- Annona cancellata
- Annona cascarilloides
- Annona centrantha
- Annona cercocarpa
- Annona cherimola
- Annona cherimolioides
- Annona chiriquensis
- Annona conica
- Annona cordifolia
- Annona coriacea
- Annona cornifolia
- Annona crassiflora
- Annona crassivenia
- Annona cristalensis
- Annona crotonifolia
- Annona cubensis
- Annona cuspidata
- Annona danforthii
- Annona deceptrix
- Annona deminuta
- Annona densicoma
- Annona dioica
- Annona dodecapetala
- Annona dolabripetala
- Annona dolichopetala
- Annona dolichophylla
- Annona duckei
- Annona dunalii
- Annona echinata
- Annona ecuadorensis
- Annona edulis
- Annona ekmanii
- Annona emarginata
- Annona excellens
- Annona exsucca
- Annona fendleri
- Annona ferruginea
- Annona foetida
- Annona fosteri
- Annona frutescens
- Annona gardneri
- Annona gigantophylla
- Annona glabra
- Annona glauca
- Annona glaucophylla
- Annona globiflora
- Annona glomerulifera
- Annona gracilis
- Annona haematantha
- Annona haitiensis
- Annona havanensis
- Annona hayesii
- Annona helosioides
- Annona herzogii
- Annona hispida
- Annona holosericea
- Annona hypoglauca
- Annona hystricoides
- Annona inconformis
- Annona insignis
- Annona ionophylla
- Annona iquitensis
- Annona jahnii
- Annona jamaicensis
- Annona jucunda
- Annona leptopetala
- Annona liebmanniana
- Annona longiflora
- Annona longipes
- Annona macrocalyx
- Annona macroprophyllata
- Annona malmeana
- Annona mammifera
- Annona manabiensis
- Annona maritima
- Annona membranacea
- Annona moaensis
- Annona montana
- Annona monticola
- Annona mucosa
- Annona muricata
- Annona neglecta
- Annona neoamazonica
- Annona neochrysocarpa
- Annona neoecuadorensis
- Annona neoelliptica
- Annona neoinsignis
- Annona neolaurifolia
- Annona neosalicifolia
- Annona neosericea
- Annona neoulei
- Annona neovelutina
- Annona nipensis
- Annona nitida
- Annona nutans
- Annona oblongifolia
- Annona oxapampae
- Annona pachyantha
- Annona palmeri
- Annona paludosa
- Annona papilionella
- Annona paraensis
- Annona paraguayensis
- Annona parviflora
- Annona pavonii
- Annona pickelii
- Annona pittieri
- Annona poeppigii
- Annona praetermissa
- Annona prevostiae
- Annona primigenia
- Annona pruinosa
- Annona punicifolia
- Annona purpurea
- Annona quinduensis
- Annona rensoniana
- Annona reticulata
- Annona rigida
- Annona rosei
- Annona roxburghiana
- Annona rufinervis
- Annona rugulosa
- Annona saffordiana
- Annona salicifolia
- Annona salzmannii
- Annona sanctae-crucis
- Annona sariffa
- Annona scandens
- Annona schunkei
- Annona sclerophylla
- Annona senegalensis
- Annona sericea
- Annona spinescens
- Annona spraguei
- Annona squamosa
- Annona stenophylla
- Annona sylvatica
- Annona symphyocarpa
- Annona tenuiflora
- Annona tomentosa
- Annona tuberosa
- Annona ubatubensis
- Annona urbaniana
- Annona warmingiana
- Annona vepretorum
- Annona williamsii
- Annona volubilis
- Annona xylopiifolia